# Alberico Motta
Pour les articles homonymes, voir Motta.
Alberico Motta (né à Monza le 6 octobre 1937 et mort le 23 mai 2019) est un dessinateur italien de bande dessinée.

## Biographie
Alberico Motta n’a pas 15 ans lorsqu’il montre ses premières planches de bande dessinée à l’éditeur Caregaro (Alpe). Deux ans plus tard, il abandonne ses études pour entrer chez Dardo, où il retouche d’abord les vignettes, s’occupe des messages publicitaires et autres menus travaux. Il y côtoie des artistes comme les membres du studio EsseGesse, Antonio Canale, Guido Fantoni, Giuseppe Perego et Antonio Terenghi. Bientôt, il illustre les couvertures de Il Grande Blek (Blek le roc), Buffalo Bill et El Coyote. Pour Dardo, il publie sa première bande dessinée dans l’hebdomadaire Cri-Cri en décembre 1954. Il dessine aussi dans Chichirichi du même éditeur Laurel et Hardy (« Stanlio e Ollio » sur des textes de Testoni, traduit en « Le caporal Stanley et le sergent Olive » dans la publication française Roico), Romoletto et Pachito e Lala (« Paquito », publié en France dans Roico). Après trois ans, il quitte Dardo pour Alpe où, entre 1957 et 1962, il dessine Pipo et Elastoc.
Il rencontre alors Pierluigi Sangalli, ce qui l’amène à travailler pour l’éditeur Renato Bianconi, pour lequel il crée Cactus (« Pierino ») en 1963 (publié en France de façon erratique dans les petits formats de l’éditeur Jeunesse et Vacances) dessine et/ou écrit Birillo Bill, Topo Bigio, Popeye, Le Fantôme Eugène (« Il fantasma Eugenio »), I due carcerati, Bongo, Pinocchio, Tartine, Dodu, Ali Salam, Kiko, Mago Merlotto, Tom et Jerry, Gigi e Carletto, Napoleone Sprint, Ursus e Nerone, Félix le chat à partir de 1965, Prosper (« Provolino »), Gigi e carletto, Trottolino (Trotto/Bimbo), Nando e Romoletto, la plupart publiés dans Soldino ou Geppo.
Entre 1965 et 1975, toujours pour Bianconi, il va surtout écrire des scénarios pour les autres auteurs « maison » comme Nicola Del Principe, Colantuoni, Dossi, Luciano Capitanio ou Sangalli. En 1975, il revient au dessin sur Tom et Jerry puis Big Robot qu’il crée en 1980 dans la revue Abelarda. Il travaille aussi pour Disney à partir de 1980 sur Mickey (1981-85), Picsou (1982-85), Fantomiald (1983), Pluto (1983), Tic et Tac (1989-92) et Bambi (1990).
Il a par ailleurs officié pour le marché allemand avec Fix und Foxi jusqu’en 1980 et sur Supergames en 1983 pour Mondadori. D’autre part, il collabore au merchandising des héros Disney et conseille les jeunes auteurs.
À partir de 2013, sa série Big Robot est rééditée en Italie par l'éditeur Kappalab.